# Campeonato Uruguayo de Primera División 1960
El Campeonato Uruguayo 1960 fue el 56° torneo de Primera División del fútbol uruguayo, correspondiente al año 1960. Contó con la participación de 10 equipos, los cuales se enfrentaron en sistema de todos contra todos a dos ruedas.
El campeón fue el Club Atlético Peñarol que sumó su tercer título consecutivo y se clasificó para la Copa de Campeones de América 1961.

## Participantes

### Ascensos y descensos
| Equipo | Ascendido como                      |
| ------ | ----------------------------------- |
| Fénix  | Campeón de la Segunda División 1959 |

| Equipo  | Descendido como           |
| ------- | ------------------------- |
| Danubio | 10° Primera División 1959 |

## Campeonato

### Tabla de posiciones
| Pos. | Equipo               | PJ | PG | PE | PP | GF | GC | Dif. | Pts. |
| ---- | -------------------- | -- | -- | -- | -- | -- | -- | ---- | ---- |
| 1º   | Peñarol              | 18 | 11 | 6  | 1  | 44 | 18 | +26  | 28   |
| 1º   | Cerro                | 18 | 13 | 2  | 3  | 42 | 20 | +22  | 28   |
| 3º   | Nacional             | 18 | 10 | 4  | 4  | 45 | 21 | +24  | 24   |
| 4º   | Fénix                | 18 | 5  | 6  | 7  | 19 | 30 | -11  | 16   |
| 5º   | Defensor             | 18 | 3  | 9  | 6  | 17 | 22 | -5   | 15   |
| 6º   | Racing               | 18 | 7  | 1  | 10 | 25 | 32 | -7   | '15  |
| 7º   | Montevideo Wanderers | 18 | 5  | 5  | 8  | 19 | 26 | -7   | 15   |
| 8º   | Rampla Juniors       | 18 | 5  | 5  | 8  | 19 | 32 | -13  | 15   |
| 9º   | Liverpool            | 18 | 6  | 2  | 10 | 24 | 35 | -11  | 14   |
| 10º  | Sud América          | 18 | 3  | 4  | 11 | 15 | 33 | -18  | 10   |

|  | Desempate por el título.      |
|  | Desciende a Segunda División. |

### Fixture
| Fénix                | 2-1 | Sud América |
| Liverpool            | 2-1 | Nacional    |
| Peñarol              | 2-1 | Defensor    |
| Rampla Juniors       | 4-1 | Racing      |
| Montevideo Wanderers | 3-0 | Cerro       |

| Cerro                | 1-0 | Fénix          |
| Nacional             | 5-2 | Racing         |
| Peñarol              | 0-0 | Rampla Juniors |
| Sud América          | 1-0 | Liverpool      |
| Montevideo Wanderers | 2-0 | Defensor       |

| Defensor    | 2-0 | Liverpool            |
| Fénix       | 2-1 | Racing               |
| Nacional    | 2-2 | Montevideo Wanderers |
| Peñarol     | 5-1 | Cerro                |
| Sud América | 1-0 | Rampla Juniors       |

| Cerro     | 3-1 | Rampla Juniors       |
| Defensor  | 1-1 | Racing               |
| Liverpool | 1-0 | Montevideo Wanderers |
| Nacional  | 1-0 | Fénix                |
| Peñarol   | 3-1 | Sud América          |

| Cerro          | 1-0 | Nacional             |
| Defensor       | 1-1 | Fénix                |
| Peñarol        | 4-0 | Montevideo Wanderers |
| Racing         | 2-1 | Sud América          |
| Rampla Juniors | 2-1 | Liverpool            |

| Cerro          | 2-2 | Defensor             |
| Nacional       | 4-1 | Sud América          |
| Peñarol        | 4-1 | Fénix                |
| Racing         | 2-0 | Liverpool            |
| Rampla Juniors | 1-1 | Montevideo Wanderers |

| Cerro     | 3-0 | Sud América          |
| Defensor  | 0-0 | Nacional             |
| Fénix     | 0-0 | Rampla Juniors       |
| Liverpool | 2-2 | Peñarol              |
| Racing    | 1-0 | Montevideo Wanderers |

| Cerro          | 4-0 | Racing               |
| Fénix          | 1-1 | Liverpool            |
| Nacional       | 3-2 | Peñarol              |
| Rampla Juniors | 2-1 | Defensor             |
| Sud América    | 1-1 | Montevideo Wanderers |

| Cerro    | 3-1 | Liverpool            |
| Defensor | 0-0 | Sud América          |
| Fénix    | 2-2 | Montevideo Wanderers |
| Nacional | 3-0 | Rampla Juniors       |
| Peñarol  | 1-0 | Racing               |

| Cerro       | 3-0 | Montevideo Wanderers |
| Defensor    | 2-2 | Peñarol              |
| Nacional    | 6-2 | Liverpool            |
| Racing      | 4-1 | Rampla Juniors       |
| Sud América | 4-1 | Fénix                |

| Cerro     | 4-0 | Fénix                |
| Defensor  | 3-0 | Montevideo Wanderers |
| Liverpool | 4-0 | Sud América          |
| Peñarol   | 4-0 | Rampla Juniors       |
| Racing    | 3-2 | Nacional             |

| Fénix                | 2-0 | Racing      |
| Liverpool            | 3-0 | Defensor    |
| Peñarol              | 3-1 | Cerro       |
| Rampla Juniors       | 2-1 | Sud América |
| Montevideo Wanderers | 3-1 | Nacional    |

| Cerro     | 4-0 | Rampla Juniors       |
| Defensor  | 1-0 | Racing               |
| Liverpool | 2-1 | Montevideo Wanderers |
| Nacional  | 4-1 | Fénix                |
| Peñarol   | 1-1 | Sud América          |

| Cerro          | 1-1 | Nacional             |
| Defensor       | 2-2 | Fénix                |
| Peñarol        | 3-1 | Montevideo Wanderers |
| Racing         | 1-0 | Sud América          |
| Rampla Juniors | 4-1 | Liverpool            |

| Cerro          | 2-0 | Defensor             |
| Fénix          | 1-1 | Peñarol              |
| Nacional       | 5-0 | Sud América          |
| Racing         | 3-1 | Liverpool            |
| Rampla Juniors | 0-0 | Montevideo Wanderers |

| Cerro                | 2-1 | Sud América    |
| Fénix                | 2-1 | Rampla Juniors |
| Nacional             | 2-0 | Defensor       |
| Peñarol              | 3-0 | Liverpool      |
| Montevideo Wanderers | 1-0 | Racing         |

| Cerro                | 3-2 | Racing         |
| Defensor             | 1-1 | Rampla Juniors |
| Liverpool            | 2-0 | Fénix          |
| Nacional             | 1-1 | Peñarol        |
| Montevideo Wanderers | 2-1 | Sud América    |

| Cerro    | 4-1 | Liverpool            |
| Defensor | 0-0 | Sud América          |
| Fénix    | 1-0 | Montevideo Wanderers |
| Nacional | 4-0 | Rampla Juniors       |
| Peñarol  | 3-2 | Racing               |

## Desempate

### Final
| 18 de diciembre de 1960                                                            | Peñarol                                        | 3:1 (1:0) | Cerro                 | Estadio Centenario, Montevideo                             |                                                            |
|                                                                                    | Júpiter Crescio 52', 82' · Alberto Spencer 27' | Reporte   | 57' Waldemar González | Asistencia: 55.732 espectadores Árbitro(s): Esteban Marino | Asistencia: 55.732 espectadores Árbitro(s): Esteban Marino |
| Primera vez en la historia que Cerro definía una Final por el Campeonato Uruguayo. |                                                |           |                       |                                                            |                                                            |

|                                                   |
| Uruguay                                           |
| Campeón Uruguayo 1960 Peñarol 23.er título de AUF |

### Equipos clasificados

#### Copa de Campeones de América 1961
|   | Equipo  | Clasificación como            |
| - | ------- | ----------------------------- |
| 1 | Peñarol | Campeón Primera División 1960 |